# Großer Preis von Monaco 1995
Der Große Preis von Monaco 1995 (offiziell LIII Grand Prix de Monaco) fand am 28. Mai auf dem Circuit de Monaco in Monte Carlo statt und war das fünfte Rennen der Formel-1-Weltmeisterschaft 1995.

## Berichte

### Hintergründe
Nach dem Großen Preis von Spanien führte Michael Schumacher in der Fahrerwertung mit einem Punkt vor Damon Hill und mit 10 Punkten vor Jean Alesi. In der Konstrukteurswertung führte Ferrari mit einem Punkt vor Williams-Renault und mit vier Punkten vor Benetton-Renault.
Vor dem Rennwochenende gab es zwei Fahrerwechsel: McLaren-Fahrer Nigel Mansell wurde durch den Testfahrer des Teams, Mark Blundell, ersetzt und Sauber-Fahrer Karl Wendlinger wurde durch Williams-Testfahrer und amtierenden Formel-3000-Champion Jean-Christophe Boullion ersetzt.
Mit Schumacher (einmal) trat ein ehemaliger Sieger zu diesem Grand Prix an.

### Training
Vor dem Rennen fanden zwei Trainingseinheiten statt: Die erste traditionell am Donnerstagmorgen und die zweite am Samstagmorgen.
Das erste freie Training gewann Alesi mit einer Zeit von 1:25,457 Minuten vor Schumacher und Hill.
Im zweiten freien Training war dann Hill mit einer Zeit von 1:23,468 Minuten der Schnellste vor Alesi und David Coulthard. Heinz-Harald Frentzen beschädigte bei einem Unfall kurz vor dem Casino seinen Sauber. Den Mechanikern gelang es nicht, den Wagen bis zum Qualifying wieder herzurichten. 

### Qualifying
Das Qualifying fand in zwei Abschnitten statt, die jeweils beste Zeit entschied über die Startposition.
Im ersten Qualifyingsegment (Q1) war Alesi mit einer Zeit von 1:23,754 Minuten der Schnellste. Im zweiten Qualifyingsegment (Q2) konnte sich dann Hill die Bestzeit mit 1:21,952 Minuten und auch die Pole-Position sichern. Frentzen konnte aufgrund seines Unfalls im freien Training am Samstag morgen keine Zeit setzen. Ursprünglich plante man bei Sauber, zunächst Jean-Christophe Boullion fahren zu lassen und seinen Wagen dann für Frentzen umzurüsten. Nachdem Boullion seinen Wagen jedoch während des Q2 ebenfalls beschädigte, scheitere dieses Vorhaben. 

### Warm-Up
Die Fahrer gingen am Sonntagmorgen zu einem 30-minütigen Warm-up auf die Strecke. Alesi war Schnellster, gefolgt von Berger und Schumacher.

### Rennen
Bei der Anfahrt zur Startaufstellung wurde an Heinz-Harald Frentzens Sauber ein Ölleck entdeckt. Er wechselte daraufhin in den Ersatzwagen.

#### Erster Start
Hill und Schumacher starteten beide zügig und führten nach Sainte Dévote, doch hinter ihnen führte eine Kollision zwischen Coulthard und den beiden Ferraris dazu, dass das Rennen mit der roten Flagge abgebrochen wurde. Coulthard war abseits der Ziellinie etwas langsamer und fuhr zur Anfahrt der ersten Kurve zwischen Berger und Alesi. Als sich die Strecke am Eingang von Sainte Dévote verengte, gab es nicht genug Platz für die drei Autos, um nebeneinander zu fahren und Alesi kam mit dem hinteren rechten Rad von Coulthards Auto in Berührung, welches Coulthard wiederum in Berger hineinschob. Der Williams wurde in die Luft geschleudert und drehte sich um 180 Grad, bevor er am Scheitelpunkt der Kurve mit gebrochener Aufhängung zum Stehen kam. Die beiden beschädigten Ferraris berührten sich ebenfalls, bevor sie am Ende der Kurve zum Stillstand kamen. Die meisten Verfolger, angeführt von Martin Brundle, schlängelten sich durch die stehenden Autos, aber Eddie Irvine riss sich seinen Frontflügel ab, Boullion erlitt einen kaputten Diffusor und Ukyō Katayama, Mika Salo, Gianni Morbidelli, Taki Inoue und Domenico Schiattarella mussten alle anhalten. Da die Strecke nun komplett gesperrt war, wurde das Rennen abgebrochen und sofort die Vorbereitungen für einen völligen Neustart getroffen.
Die Autos von Coulthard, Berger und Alesi waren irreparabel beschädigt, alle drei waren daher gezwungen, mit dem jeweiligen Ersatzwagen ihres Teams anzutreten. Bergers Ersatzwagen war jedoch mit einem Motor früherer Spezifikation ausgestattet, der nicht ganz so viel Leistung produzierte wie sein Rennwagen oder Alesis Ersatzwagen. Irvines Jordan und Boullions Sauber wurden repariert und die anderen Fahrer, die in der ersten Kurve feststeckten, konnten ihre Autos neu starten. Ausnahmen bildeten hier Salo im Tyrrell und Schiattarella im Simtek: Der Yamaha-Motor von Salo überhitzte im Stau, sodass er den Neustart im Ersatzwagen aus der Boxengasse durchführen musste. Der Simtek von Schiattarella wurde von Streckenposten beschädigt, die versuchten, ihn vom Unfallort zu entfernen. Dem verarmten Team fehlte ein Ersatzwagen, so dass Schiattarella nicht mehr am Rennen teilnehmen konnte. Jos Verstappens Auto litt erneut unter anhaltender Getriebeprobleme und auch er konnte nicht am Neustart teilnehmen. Simteks Rennwochenende war damit beendet – ohne dass eines der beiden Autos eine Runde komplettierte. Im Nachhinein sollte sich herausstellen, dass es auch das letzte Grand-Prix-Wochenende für Simtek war.

#### Zweiter Start
Beim Neustart hielten Hill und Schumacher erneut ihre Positionen, während Coulthard die Ferraris durch Sainte Dévote anführte. Beim Neustart gab es keine größeren Zwischenfälle, nur Katayama erlitt durch eine Kollision mit Morbidelli leichte Schäden am Frontflügel. Als die Fahrer die erste Runde beendeten, führte Hill mit 0,5 Sekunden Vorsprung vor Schumacher dem wiederum Coulthard, Alesi, Berger, Johnny Herbert, Mika Häkkinen und Irvine folgten. Bis zur zehnten Runden baute Hill seinen Vorsprung auf fast zwei Sekunden auf Schumacher aus, wobei die beiden sich gemeinsam von Coulthard absetzten, der zu diesem Zeitpunkt weitere acht Sekunden hinter dem Benetton lag. Zu diesem Zeitpunkt gab es bereits zwei Ausfälle: Häkkinens Mercedes-Motor fiel in der neunten Runde des Rennens aufgrund eines Problems mit dem Kraftstoffpumpenantrieb aus und Roberto Moreno drehte sich in Sainte Dévote, als er aufgrund eines Bremsflüssigkeitslecks eine Runde lang die Kontrolle über seinen Forti verlor. Morbidelli legte außerdem einen frühen, außerplanmäßigen Stopp ein, um schwere Reifenvibrationen zu beheben, die dadurch verursacht wurden, dass sich ein Stück Spannseil einer Reifenwärmedecke in einem seiner Hinterräder verklemmte, wodurch der Footwork-Fahrer ans Ende des Feldes fiel.
Dies war die dritte Veranstaltung, bei der elektronische Sensoren jedes Auto auf Starthilfe überwachten und in dieser Phase des Rennens wurde sechs Fahrern (Rubens Barrichello, Brundle, Montermini, Frentzen, Morbidelli und Olivier Panis) eine Stop- and Go-Strafe von zehn Sekunden auferlegt. Alle außer Montermini kamen pünktlich zur Box um ihre Strafen zu verbüßen – einige mussten sogar eine Warteschlange im Strafraum bilden – aber der Pacific-Fahrer schaffte es nicht, innerhalb der vorgeschriebenen drei Runden nach Erhalt der Strafe an die Box zu kommen, woraufhin er vom Rennen disqualifiziert wurde. Die bestraften Fahrer fielen durch den Zeitverlust zurück, so dass nach 16 absolvierten Runden die Rennreihenfolge lautete: Hill, Schumacher, Coulthard, Alesi, Berger, Herbert, Irvine, Blundell, Luca Badoer, Katayama, Brundle, Martini, Barrichello, Panis, Frentzen, Boullion, Salo, Montermini (der seine Strafe noch nicht abgesessen hat), Bertrand Gachot, Inoue, Pedro Diniz und Morbidelli.
Schumacher gewann schließlich das Rennen vor Hill. Für Schumacher war es der 13. Sieg in der Formel-1-Weltmeisterschaft. Berger wurde Dritter und Herbert Vierter. Blundell und Frentzen komplettierten die Punkteränge, während Inoue und Gachot auch das fünfte Saisonrennen nicht beenden konnten.
In der Fahrerwertung konnte Schumacher seine Führung vor Hill ausbauen. Berger zog an Alesi auf Platz 3 vorbei. In der Konstrukteurswertung übernahm Ferrari die alleinige Führung vor Williams-Renault. Dritter blieb Benetton-Renault.

## Meldeliste
| Team                        | Nr. | Fahrer                   | Chassis         | Motor                 | Reifen |
| --------------------------- | --- | ------------------------ | --------------- | --------------------- | ------ |
| Mild Seven Benetton Renault | 01  | Michael Schumacher       | Benetton B195   | Renault 3.0 V10       | G      |
| Mild Seven Benetton Renault | 02  | Johnny Herbert           | Benetton B195   | Renault 3.0 V10       | G      |
| Nokia Tyrrell Yamaha        | 03  | Ukyō Katayama            | Tyrrell 023     | Yamaha 3.0 V10        | G      |
| Nokia Tyrrell Yamaha        | 04  | Mika Salo                | Tyrrell 023     | Yamaha 3.0 V10        | G      |
| Rothmans Williams Renault   | 05  | Damon Hill               | Williams FW17   | Renault 3.0 V10       | G      |
| Rothmans Williams Renault   | 06  | David Coulthard          | Williams FW17   | Renault 3.0 V10       | G      |
| Marlboro McLaren Mercedes   | 07  | Mark Blundell            | McLaren MP4/10B | Mercedes-Benz 3.0 V10 | G      |
| Marlboro McLaren Mercedes   | 08  | Mika Häkkinen            | McLaren MP4/10B | Mercedes-Benz 3.0 V10 | G      |
| Footwork Hart               | 09  | Gianni Morbidelli        | Footwork FA16   | Hart 3.0 V8           | G      |
| Footwork Hart               | 10  | Taki Inoue               | Footwork FA16   | Hart 3.0 V8           | G      |
| MTV Simtek Ford             | 11  | Domenico Schiattarella   | Simtek S951     | Ford ED 3.0 V8        | G      |
| MTV Simtek Ford             | 12  | Jos Verstappen           | Simtek S951     | Ford ED 3.0 V8        | G      |
| Total Jordan Peugeot        | 14  | Rubens Barrichello       | Jordan 195      | Peugeot 3.0 V10       | G      |
| Total Jordan Peugeot        | 15  | Eddie Irvine             | Jordan 195      | Peugeot 3.0 V10       | G      |
| Pacific Grand Prix Ltd      | 16  | Bertrand Gachot          | Pacific PR02    | Ford ED 3.0 V8        | G      |
| Pacific Grand Prix Ltd      | 17  | Andrea Montermini        | Pacific PR02    | Ford ED 3.0 V8        | G      |
| Parmalat Forti Ford         | 21  | Pedro Diniz              | Forti FG01      | Ford ED 3.0 V8        | G      |
| Parmalat Forti Ford         | 22  | Roberto Moreno           | Forti FG01      | Ford ED 3.0 V8        | G      |
| Minardi Scuderia Italia     | 23  | Pierluigi Martini        | Minardi M195    | Ford EDM 3.0 V8       | G      |
| Minardi Scuderia Italia     | 24  | Luca Badoer              | Minardi M195    | Ford EDM 3.0 V8       | G      |
| Ligier Gitanes Blondes      | 25  | Martin Brundle           | Ligier JS41     | Mugen-Honda 3.0 V10   | G      |
| Ligier Gitanes Blondes      | 26  | Olivier Panis            | Ligier JS41     | Mugen-Honda 3.0 V10   | G      |
| Scuderia Ferrari SpA        | 27  | Jean Alesi               | Ferrari 412T2   | Ferrari 3.0 V12       | G      |
| Scuderia Ferrari SpA        | 28  | Gerhard Berger           | Ferrari 412T2   | Ferrari 3.0 V12       | G      |
| Red Bull Sauber Ford        | 29  | Jean-Christophe Boullion | Sauber C14      | Ford Zetec-R 3.0 V8   | G      |
| Red Bull Sauber Ford        | 30  | Heinz-Harald Frentzen    | Sauber C14      | Ford Zetec-R 3.0 V8   | G      |

## Klassifikationen

### Qualifying
| Pos. | Fahrer                   | Konstrukteur       | Q1       | Q2         | Start |
| ---- | ------------------------ | ------------------ | -------- | ---------- | ----- |
| 01   | Damon Hill               | Williams-Renault   | 1:24,659 | 1:21,952   | 01    |
| 02   | Michael Schumacher       | Benetton-Renault   | 1:24,146 | 1:22,742   | 02    |
| 03   | David Coulthard          | Williams-Renault   | 1:26,556 | 1:23,109   | 03    |
| 04   | Gerhard Berger           | Ferrari            | 1:24,509 | 1:23,220   | 04    |
| 05   | Jean Alesi               | Ferrari            | 1:23,754 | 1:24,023   | 05    |
| 06   | Mika Häkkinen            | McLaren-Mercedes   | 1:24,831 | 1:23,857   | 06    |
| 07   | Johnny Herbert           | Benetton-Renault   | 1:25,623 | 1:23,885   | 07    |
| 08   | Martin Brundle           | Ligier-Mugen-Honda | 1:25,623 | 1:24,447   | 08    |
| 09   | Eddie Irvine             | Jordan-Peugeot     | 1:26,447 | 1:24,857   | 09    |
| 10   | Mark Blundell            | McLaren-Mercedes   | 1:26,017 | 1:24,933   | 10    |
| 11   | Rubens Barrichello       | Jordan-Peugeot     | 1:26,787 | 1:25,081   | 11    |
| 12   | Olivier Panis            | Ligier-Mugen-Honda | 1:26,579 | 1:25,125   | 12    |
| 13   | Gianni Morbidelli        | Footwork-Hart      | 1:26,828 | 1:25,447   | 13    |
| 14   | Heinz-Harald Frentzen    | Sauber-Ford        | 1:25,661 | keine Zeit | 14    |
| 15   | Ukyō Katayama            | Tyrrell-Yamaha     | 1:28,439 | 1:25,808   | 15    |
| 16   | Luca Badoer              | Minardi-Ford       | 1:27,615 | 1:25,969   | 16    |
| 17   | Mika Salo                | Tyrrell-Yamaha     | 1:28,123 | 1:26,473   | 17    |
| 18   | Pierluigi Martini        | Minardi-Ford       | 1:27,714 | 1:26,913   | 18    |
| 19   | Jean-Christophe Boullion | Sauber-Ford        | 1:30,014 | 1:27,145   | 19    |
| 20   | Domenico Schiattarella   | Simtek-Ford        | 1:29,439 | 1:28,337   | 20    |
| 21   | Bertrand Gachot          | Pacific-Ford       | 1:33,570 | 1:29,039   | 21    |
| 22   | Pedro Diniz              | Forti-Ford         | 1:34,963 | 1:29,244   | 22    |
| 23   | Jos Verstappen           | Simtek-Ford        | 1:29,391 | 1:30,015   | 23    |
| 24   | Roberto Moreno           | Forti-Ford         | 1:30,461 | 1:29,608   | 24    |
| 25   | Andrea Montermini        | Pacific-Ford       | 1:30,149 | keine Zeit | 25    |
| 26   | Taki Inoue               | Footwork-Hart      | 1:31,542 | keine Zeit | 26    |

### Rennen
| Pos. | Fahrer                   | Konstrukteur       | Runden | Stopps | Zeit        | Start | Schnellste Runde |
| ---- | ------------------------ | ------------------ | ------ | ------ | ----------- | ----- | ---------------- |
| 01   | Michael Schumacher       | Benetton-Renault   | 78     | 1      | 1:53:11,258 | 02    | 1:24,773 (33.)   |
| 02   | Damon Hill               | Williams-Renault   | 78     | 2      | + 34,817    | 01    | 1:24,790 (54.)   |
| 03   | Gerhard Berger           | Ferrari            | 78     | 2      | + 1:11,447  | 04    | 1:25,379 (49.)   |
| 04   | Johnny Herbert           | Benetton-Renault   | 77     | 1      | + 1 Runde   | 07    | 1:26,923 (08.)   |
| 05   | Mark Blundell            | McLaren-Mercedes   | 77     | 2      | + 1 Runde   | 10    | 1:26,717 (33.)   |
| 06   | Heinz-Harald Frentzen    | Sauber-Ford        | 76     | 1      | + 2 Runden  | 14    | 1:26,741 (49.)   |
| 07   | Pierluigi Martini        | Minardi-Ford       | 76     | 2      | + 2 Runden  | 18    | 1:27,761 (60.)   |
| 08   | Jean-Christophe Boullion | Sauber-Ford        | 74     | 1      | + 4 Runden  | 19    | 1:28,417 (57.)   |
| 09   | Gianni Morbidelli        | Footwork-Hart      | 74     | 3      | + 4 Runden  | 13    | 1:27,532 (45.)   |
| 10   | Pedro Diniz              | Forti-Ford         | 72     | 2      | + 6 Runden  | 22    | 1:30,193 (55.)   |
| –    | Luca Badoer              | Minardi-Ford       | 68     | 2      | DNF         | 16    | 1:27,359 (60.)   |
| –    | Olivier Panis            | Ligier-Mugen-Honda | 65     | 3      | DNF         | 12    | 1:26,819 (62.)   |
| –    | Mika Salo                | Tyrrell-Yamaha     | 63     | 1      | DNF         | 17    | 1:27,914 (45.)   |
| –    | Rubens Barrichello       | Jordan-Peugeot     | 60     | 3      | DNF         | 11    | 1:26,279 (51.)   |
| –    | Bertrand Gachot          | Pacific-Ford       | 42     | 1      | DNF         | 21    | 1:30,394 (07.)   |
| –    | Jean Alesi               | Ferrari            | 41     | 1      | DNF         | 05    | 1:24,621 (36.)   |
| –    | Martin Brundle           | Ligier-Mugen-Honda | 40     | 2      | DNF         | 08    | 1:25,985 (39.)   |
| –    | Taki Inoue               | Footwork-Hart      | 29     | 0      | DNF         | 26    | 1:30,174 (21.)   |
| –    | Ukyō Katayama            | Tyrrell-Yamaha     | 26     | 0      | DNF         | 15    | 1:27,568 (10.)   |
| –    | Eddie Irvine             | Jordan-Peugeot     | 22     | 0      | DNF         | 09    | 1:26,933 (19.)   |
| –    | David Coulthard          | Williams-Renault   | 16     | 0      | DNF         | 03    | 1:25,884 (15.)   |
| –    | Roberto Moreno           | Forti-Ford         | 9      | 0      | DNF         | 24    | 1:30,532 (06.)   |
| –    | Mika Häkkinen            | McLaren-Mercedes   | 8      | 0      | DNF         | 06    | 1:27,091 (05.)   |
| DNS  | Domenico Schiattarella   | Simtek-Ford        | –      | –      | –           | 20    | –                |
| DNS  | Jos Verstappen           | Simtek-Ford        | –      | –      | –           | 23    | –                |
| DSQ  | Andrea Montermini        | Pacific-Ford       | 23     | 1      | –           | 25    | 1:29,548 (20.)   |

Anmerkungen
1. ↑  Schiattarella konnte am Rennen nicht teilnehmen, da der Ersatzwagen bereits von seinem Teamkollegen Verstappen verwendet wurde.
2. ↑  Verstappen konnte aufgrund von Getriebeproblemen nicht am Rennen teilnehmen.
3. ↑  Montermini wurde während des Rennens disqualifiziert, weil er eine Stop&Go-Strafe zu spät antrat.

## WM-Stände nach dem Rennen
Die ersten sechs Fahrer eines Rennens bekamen 10, 6, 4, 3, 2 und 1 Punkt(e).

### Fahrerwertung
| Pos. | Fahrer                | Konstrukteur       | Punkte |
| ---- | --------------------- | ------------------ | ------ |
| 01   | Michael Schumacher    | Benetton-Renault   | 34     |
| 02   | Damon Hill            | Williams-Renault   | 29     |
| 03   | Gerhard Berger        | Ferrari            | 17     |
| 04   | Jean Alesi            | Ferrari            | 14     |
| 05   | Johnny Herbert        | Benetton-Renault   | 12     |
| 06   | David Coulthard       | Williams-Renault   | 9      |
| 07   | Mika Häkkinen         | McLaren-Mercedes   | 5      |
| 08   | Heinz-Harald Frentzen | Sauber-Ford        | 4      |
| 09   | Mark Blundell         | McLaren-Mercedes   | 3      |
| 10   | Eddie Irvine          | Jordan-Peugeot     | 2      |
| 11   | Olivier Panis         | Ligier-Mugen-Honda | 1      |
| 12   | Mika Salo             | Tyrrell-Yamaha     | 0      |
| 13   | Pierluigi Martini     | Minardi-Ford       | 0      |
| 14   | Rubens Barrichello    | Jordan-Peugeot     | 0      |
| 15   | Aguri Suzuki          | Ligier-Mugen-Honda | 0      |

| Pos. | Fahrer                   | Konstrukteur       | Punkte |
| ---- | ------------------------ | ------------------ | ------ |
| 16   | Ukyō Katayama            | Tyrrell-Yamaha     | 0      |
| 17   | Jean-Christophe Boullion | Sauber-Ford        | 0      |
| 18   | Gianni Morbidelli        | Footwork-Hart      | 0      |
| 19   | Domenico Schiattarella   | Simtek-Ford        | 0      |
| 20   | Andrea Montermini        | Pacific-Ford       | 0      |
| 21   | Martin Brundle           | Ligier-Mugen-Honda | 0      |
| 22   | Pedro Diniz              | Forti-Ford         | 0      |
| 23   | Nigel Mansell            | McLaren-Mercedes   | 0      |
| 24   | Jos Verstappen           | Simtek-Ford        | 0      |
| 25   | Karl Wendlinger          | Sauber-Ford        | 0      |
| 26   | Luca Badoer              | Minardi-Ford       | 0      |
| 27   | Roberto Moreno           | Forti-Ford         | 0      |
| –    | Taki Inoue               | Footwork-Hart      | 0      |
| –    | Bertrand Gachot          | Pacific-Ford       | 0      |

### Konstrukteurswertung
| Pos. | Konstrukteur       | Punkte |
| ---- | ------------------ | ------ |
| 01   | Benetton-Renault   | 36     |
| 02   | Williams-Renault   | 32     |
| 03   | Ferrari            | 31     |
| 04   | McLaren-Mercedes   | 8      |
| 05   | Sauber-Ford        | 4      |
| 06   | Jordan-Peugeot     | 2      |
| 07   | Ligier-Mugen-Honda | 1      |

| Pos. | Konstrukteur   | Punkte |
| ---- | -------------- | ------ |
| 08   | Tyrrell-Yamaha | 0      |
| 09   | Minardi-Ford   | 0      |
| 10   | Footwork-Hart  | 0      |
| 11   | Simtek-Ford    | 0      |
| 12   | Pacific-Ford   | 0      |
| 13   | Forti-Ford     | 0      |

Anmerkungen
1. 1 2  Benetton-Renault und Williams-Renault erhielten beim Großen Preis von Brasilien keine Konstrukteurspunkte (zehn bzw. sechs) wegen Verwendung nicht regelkonformen Treibstoffs.